# Iwan Ozarkewycz (poseł)
Iwan Iwanowycz Ozarkewycz, ukr. Іван Іванович Озаркевич (ur. 5 lipca 1826 w Głębokiem, zm. 9 lutego 1903 w Bolechowie) – greckokatolicki duchowny, polityk staroruski, poseł do Sejmu Krajowego Galicji i do austriackiej Rady Państwa

## Życiorys
Ukończył gr.-kat. Seminarium Duchowne we Lwowie, w 1848 został wyświęcony na księdza. Administrator (1848-1851) i proboszcz (1852-1884) parafii Bełełuja w pow. śniatyńskim, oraz w latach 1861–1882 dziekan w Śniatyniu. Od 1882 Kanonik i radca Konsystorza Metropolitarnego we Lwowie. Następnie w latach 1884–1903 proboszcz i dziekan w Bolechowie, w pow. dolińskim.
Jeden z czołowych polityków staroruskich, działacz Hałycko-Ruskiej Maticy, towarzystwa Narodnyj Dim i Towarzystwa im. Michała Kaczkowskiego.
Poseł na Sejm Krajowy Galicji II (18 lutego 1867 – 13 listopada 1869) i III kadencji (20 sierpnia 1870 – 26 lutego 1875) wybierany w kurii IV (gmin wiejskich) w okręgu wyborczym nr 14 (Śniatyń-Zabołotów). W 1867 mandat uzyskał w wyniku unieważnienia wyboru Wasyla Kuzyka, W kadencji III złożył mandat w 1875 a ego miejsce 18 maja 1875 obrano ks. Mychajła Korzynśkiego. Poseł do austriackiej Rady Państwa V kadencji (4 listopada 1873 – 22 maja 1879), VI kadencji (7 października 1879 – 23 kwietnia 1885) i VII kadencji (22 września 1885 – 23 stycznia 1891) wybierany w kurii IV (gmin wiejskich) z okręgu wyborczego nr 23 (Kołomyja-Peczeniżyn-Gwoździec-Kosów-Kuty-Śniatyn-Zabłotów). W parlamencie austriackim należał w 1873 do Klubu Ruskiego, w 1879 był posłem niezależnym, zaś w 1885 do Klubu Rusinów – którego był prezesem.
W swej działalności zarówno w Sejmie, jak i Radzie Państwa walczył o narodowe prawa społeczności ukraińskiej, krytykował nadużycia władz autonomicznych i państwowych. Dzięki niemu wybudowano szkoły ukraińskie w Bełełuji (1852) i Krasnostawcach (1867), a także wybudowano szereg dróg lokalnych w powiatach śniatyńskim, bohorodczańskim i dolińskim. W pow. śniatyńskim przyczynił się do utworzenia w gminach funduszy pożyczkowych, a także ufundowania przez nie stypendiów dla biednych uczniów. Wspierał także utworzenie gimnazjów w Przemyślu i Czortkowie, a także uniwersytetu w Czerniowcach.

## Rodzina i życie prywatne
Urodził się w rodzinie greckokatolickiego duchownego, syn Iwana Ozarkewycza, proboszcza parafii Głębokie w pow. bohorodczańskim. Ożenił się z Teofilą z Okuniewskich z którą miał dwie córki i trzech synów. M.in. jego córką była ukraińska socjalistka, feministka oraz pisarka Natalija Kobrynska (1851-1920)